# Strachówka
Strachówka is een dorp in het Poolse woiwodschap Mazovië, in het district Wołomiński. De plaats maakt deel uit van de gemeente Strachówka en telt 390 inwoners.